# Samuel B. Mukasa
Samuel B. Mukasa (* 29. September 1955) ist ein US-amerikanischer Geochemiker, Petrologe und Geologe.
Mukasa studierte an der University of New Hampshire in Durham mit dem Bachelor-Abschluss in Chemie und Geologie 1977 und an der Ohio State University mit dem Master-Abschluss in Geologie 1980 und wurde 1984 an der University of California, Santa Barbara, bei George R. Tilton in Geochemie promoviert. Als Post-Doktorand war er am Lamont-Doherty Geological Observatory der Columbia University. Ab 1985 war er Assistant Professor an der University of Florida in Gainesville und ab 1989 lehrte er an der University of Michigan in Ann Arbor, an der er 2007 bis 2010 der Abteilung Geowissenschaften vorstand. Er war ab 2011  Eric J. Essene Professor für Geochemie und Dekan des  College of Engineering and Physical Sciences an der University of New Hampshire. 2016 wurde er Dekan des University of Minnesota College of Science and Engineering.
Er benutzt verschiedene Datierungsverfahren. Zunächst lernte er die Argon-Argon-Methode von John Sutter und wandte sie auf metamorphe Gesteine aus Neuengland an. Sie datiert nicht die Entstehungszeit der Gesteine, sondern das Unterschreiten einer Abkühlungstemperatur (Thermochronologie). Später lernte er von Tilton die Uran-Blei-Datierung und andere Verfahren, die die Entstehungszeit datieren (Geochronologie). Außer der Altersbestimmung verwendet er die Bestimmung von Spurenelementen, um die Entwicklung von Mantelgestein zu verfolgen, wie Ophiolithe, alpine Periodotit-Massive oder mafische Vulkanite oder Plutonite. Er untersuchte auch die Entwicklung von Gebirgsketten oder den Zerfall von Superkontinenten wie Pangäa. So fand er durch Untersuchung von Gesteinen in der Antarktis, dass diese Teil von Pangäa waren, und er verfolgte die tektonische Entwicklung der Antarktis nach dem Zerfall von Pangäa. Er untersuchte unter anderem Plutonite an der peruanischen Küste, Basalte aus Brasilien und Thailand, Ophiolite wie den Troodos-Komplex in Zypern und Ophiolite aus Chile und den Philippinen, den Taal-Vulkan auf den Philippinen, metamorphe Gesteine aus Südgeorgien, Mantelfragmente aus den französischen Pyrenäen und Italien, Arizona und Kalifornien und den Great Dyke in Simbabwe. Außerdem untersuchte er Gesteine an der Bering-See und am Arktischen Ozean.
Er ist Mitglied der American Association for the Advancement of Science, Fellow der Geological Society of America und war Präsident der Geochemical Society. 2008 wurde er Ehrendoktor der Nkumbe-Universität in Entebbe. 1995 bis 1998 war er Associate Editor des Geological Society of America Bulletin.